# Aike Visbeek
Aike Visbeek (27 oktober 1976) is een Nederlandse wielercoach. Hij was van 2013 tot 2019 ploegleider bij Team Sunweb, in 2020 teammanager bij SEG Racing Academy en is in 2021 actief als ploegleider (meer bepaald als performance manager) bij Intermarché-Wanty-Gobert Matériaux.

## Biografie
Visbeek fietste zelf onder meer voor de Zaanse wielerclub DTS en voor de amateurteams van Agu en Tegeltoko. In 1986 won hij de Brabantse amateurklassieker Dr Foots Race.
Hij eindigde zijn actieve carrière vanwege een zware knieblessure. Hierna begon hij als ploegleider bij DTS. Na een verhuizing naar Zweden, ging Visbeek aan de slag bij een kleine Zweedse ploeg. Via ploegleider Merijn Zeeman kwam Visbeek in aanraking met diens wielerploeg, de voorloper van Team Sunweb. Voor die ploeg scoutte Visbeek onder anderen de Duitse sprinter Marcel Kittel. Toen Zeeman verhuisde naar Rabobank, nam Visbeek in 2013 diens plaats in. In 2019 werd de samenwerking met Sunweb verbroken.